# Konjunktion (astronomi)
 For alternative betydninger, se Konjunktion. (Se også artikler, som begynder med Konjunktion)
Når to (eller evt. flere) medlemmer af Solsystemet tilsyneladende mødes på himlen, kaldes det for konjunktion ((latin): conjunctio, forbindelse) :57 :93 :130 . Eksempelvis mødtes Venus og Jupiter fredag morgen d. 1. februar 2008 kort før solopgang, idet de kunne ses i samme retning. Rumligt stod de dog langt fra hinanden.
En konjunktion indtræffer, når en planet har samme ekliptikale længde som Solen, se figuren.
I diagrammer og tabeller kan man støde på symbolet  for konjunktion.

## Månen
Når Månen er i konjunktion, står den mellem Solen og Jorden, og det er nymåne.

## Indre planeter
Når Merkur eller Venus er tættest på Jorden, er de i nedre konjunktion. Planeterne vender da natsiden mod Jorden svarende til nymåne. Jorden er samtidigt i opposition til Solen set fra disse planeter.
Når Merkur eller Venus er fjernest fra Jorden, er de i øvre konjunktion. Planeterne vender dagsiden mod Jorden, de er fuldt belyste svarende til fuldmåne, men de befinder sig langt fra Jorden. Samtidigt er Jorden i konjunktion med Solen set fra disse planeter
Når Venus er i nedre konjunktion, har den samme ekliptikale længde som Solen. Men da dens ekliptikale bredde samtidigt kan nå en værdi på {\displaystyle \beta =+8.97^{\circ }}, står den nord for Solen og vil fra Danmark kunne iagttages både på aften- og morgenhimlen i nogle dage omkring tidspunktet for konjunktion. Dette var tilfældet for den nedre konjunktion den 15. marts 2025. Hvis den ekliptikale bredde derimod er {\displaystyle \beta =-8.97^{\circ }}, passerer planeten syd om Solen og vil herhjemme fra ikke kunne ses på hverken morgen- eller aftenhimlen i uger omkring konjunktionstidspunktet.

## Ydre planeter
Når en ydre planet er på den anden side af Solen er den i konjunktion. Tiden mellem to konjunktioner er den samme som planetens synodiske omløbstid. Tabellen viser værdier for de ydre planeter.
| Planet  | Siderisk omløbstid   | Synodisk omløbstid   |
| ------- | -------------------- | -------------------- |
| Månen   | 27 d 7 h 43 m 11.5 s | 29 d 12 h 44 m 2.9 s |
| Mars    | 686.980 d            | 779.94 d             |
| Jupiter | 11.862 a             | 398.88 d             |
| Saturn  | 29.4475 a            | 378.09 d             |
| Uranus  | 84.0205 a            | 369.66 d             |
| Neptun  | 164.8 a              | 367.49 d             |

De fjerneste planeter bevæger sig kun langsomt mellem stjernerne, derfor er tiden mellem to konjunktioner kun lidt over et år.

## Stor konjunktion
Planeterne Jupiter og Saturn er de yderste, som kan se med det blotte øje, og de har høje omløbstider om Solen: For Jupiter er {\displaystyle P_{\text{J}}} = 11.862 år og for Saturn er {\displaystyle P_{\text{S}}} = 29.4475 år. Hvis man afrunder værdierne til hhv. 12 og 30 år, kan man se, at efter et forløb på 20 år vil Jupiter have foretaget 1 2/3 og Saturn 2/3 omløb om Solen. De står så igen samlet på himlen. Defor gentages konjunktioner mellem dem, når Jupiter med ca. 20 års mellemrum indhenter Saturn. Et sådant møde betegnes en stor konjunktion. Efter 60 år har Jupiter gennemløbet 5 og Saturn 2 hele omløb, så konjunktionen indtræffer da på næsten samme sted på himlen som 60 år tidligere. 
Det nøjagtige tidsrum {\displaystyle P_{\text{konj}}} mellem to konjunktioner kan beregnes med formlen (se Siderisk og synodisk omløbstid) 
{\displaystyle {\frac {1}{P_{\text{konj}}}}={\frac {1}{P_{\text{J}}}}-{\frac {1}{P_{\text{S}}}}}
Indsættes de ovenfor nævnte omløbstider for Jupiter og Saturn, finder man
{\displaystyle P_{\text{konj}}={\text{19.863 år}}}

### Eksempler på store konjunktioner
I 1980-81 indtraf en stor konjunktion, oven i købet en tredobbelt af slagsen bevirket af planeternes bevægelse i deres oppositionssløjfer, se figuren. De tre konjunktioner indtraf 31. december 1980 samt 4. marts og 24. juli 1981.:250 
Tyve år senere, i 2000, indtraf en enkelt konjunktion den 28. maj.
Den 21. december 2020 indtraf en konjunktion, der var bemærkelsesværdig ved den meget ringe mindsteafstand mellem planeterne, kun 6 bueminutter, svarende til 1/5 af Månens vinkeldiameter. I kikkert kunne planeterne og deres månesystemer ses i samme felt.
De to næste store konjunktioner vil indtræffe 31. oktober 2040 og 7. april 2080, men den næste tredobbelte konjunktion finder først sted i 2238-39.

## Galleri
- Planetkonjunktion på morgenhimlen 1. maj 2011 omkring en time før solopgang set fra Cerro Paranal i Chile. På den klare himmel ses de fire planeter Merkur, Venus, Mars og Jupiter, Jorden ikke medregnet. De har fået følgeskab af Månen, som viser dels en tiltagende seglfase og dels et kraftigt jordskin. Vinkelafstanden mellem Mars og Jupiter er under en halv grad. I silhouet ses tre af hjælpeteleskoperne til ESOs Very Large Telescope. I baggrunden ses bl. a. bjergtoppen Cerro Armazonas, hvor man i disse år er ved et bygge verdens største teleskop, ESOs Extremely Large Telescope.
- Konjunktion den 6. december 2021 mellem nattehimlens to lysstærkeste himmellegemer, Månen og Venus. Månen ses med markant jordskin. Afstanden til den fra Jorden var på dette tidspunkt 361 377 km, medens Venus' afstand var 38 407 000 km.
- Konjunktion den 18. juli 2020 kl. 21:30 UTC mellem komet en:C/2020 F3 (NEOWISE) og stjernen Kappa Ursae Majoris i Store Bjørn set fra Berlin lavt over den nordlige horisont. Vinkelafstanden mellem kometkernen og stjernen var kun 7 bueminutter.